# Zeinab Badawi

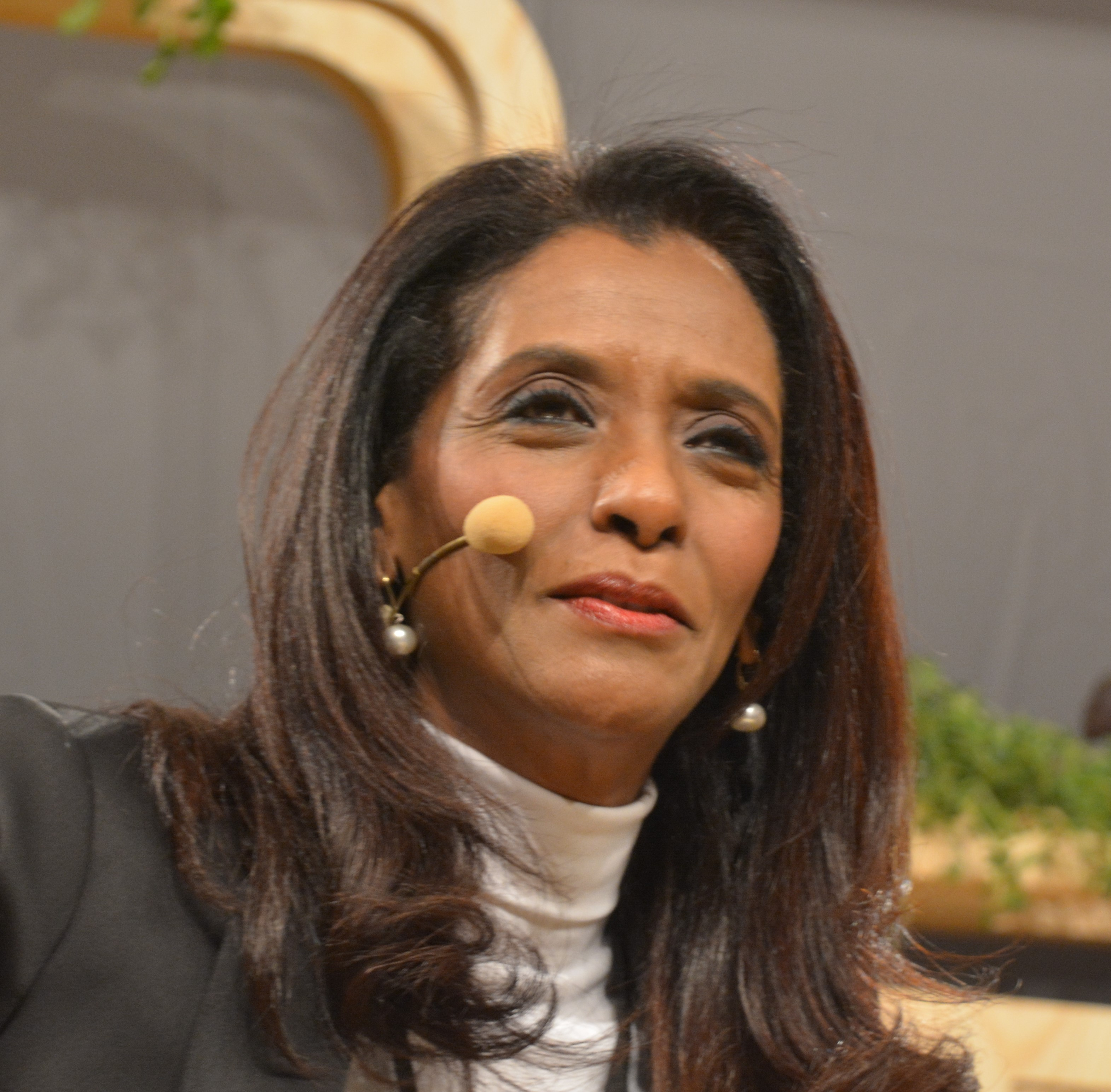
Zeinab Badawi på Nobel Week Dialogue i Stockholm december 2016.

Zeinab Badawi (arabiska: زينب بدوي;), född 24 november 1959 i Sudan, är en sudanesisk-brittisk TV- och radiojournalist. Hon var den första programledaren på ITV Morning News (numera känt som ITV News at 5:30) och nyhetsankare på Channel 4 News med Jon Snow från 1989 till 1998. Badawi var även presentatör av World News Today som sänds både på BBC Four, BBC World News och Reports, en veckolig presentation av rapporter från BBC.
Hon gör årligen intervjuprogrammet "Snillen spekulerar" ("Nobel Minds") med årets Nobelpristagare. Tidigare programledare var bland andra  Bengt Feldreich.